# Hegyi gyurgyalag
A hegyi gyurgyalag (Merops oreobates) a madarak osztályának a szalakótaalakúak (Coraciiformes) rendjéhez, ezen belül a gyurgyalagfélék (Meropidae) családjához tartozó faj.

## Rendszerezése
A fajt Richard Bowdler Sharpe angol ornitológus írta le 1892-ben, a Melittophagus nembe Melittophagus oreobates néven.

## Előfordulása
Afrikában, Burundi, a Kongói Demokratikus Köztársaság, Etiópia, Kenya, Ruanda, Szudán, Tanzánia, Zambia és Uganda területén honos. A természetes élőhelye szubtrópusi és trópusi hegyi esőerdők, lombhullató erdők és magaslati legelők, valamint ültetvények és vidéki kertek. Állandó, nem vonuló faj.

## Megjelenése
Testhossza 21 centiméter, testtömege 25–29 gramm.
|  |

## Életmódja
Rovarokkal, többnyire méhekkel táplálkozik.

## Természetvédelmi helyzete
Az elterjedési területe rendkívül nagy, egyedszáma viszont ismeretlen. A Természetvédelmi Világszövetség Vörös listáján nem fenyegetett fajként szerepel.